# Скадовский, Сергей Балтазарович
Серге́й Балтаза́рович Скадо́вский (1863 — 1918) — таврический земский деятель, член Государственного совета по выборам. Основатель черноморского порта Скадовска.

## Биография
Выходец из потомственных дворян Таврической губернии. Православный. Имел более 18 тысяч десятин земли в той же губернии, а также дома в Херсоне и Каховке. 
Сын отставного штабс-ротмистра Балтазара Яковлевича Скадовского (1817—1884), внука польского шляхтича, принявшего православие, и Марии Павловны Подпаловой (1844—1925), дочери управляющего Херсонской казённой палатой.
Окончил херсонское реальное училище и дополнительный класс в Одессе. Слушал лекции в Карлсруэском политехникуме, сельскохозяйственной академии в Гогенгейме и в Берлине.
Вернувшись в Россию, посвятил себя ведению сельского хозяйства и общественной деятельности. Избирался почётным мировым судьёй по Днепровскому уезду (1889—1917), кандидатом в уездные предводители дворянства, Днепровским уездным (1894—1896) и Таврическим губернским (1897—1906) предводителем дворянства, гласным уездного и губернского земских собраний. Дослужился до чина действительного статского советника (1904), имел придворный чин камергера (1902). Состоял попечителем странноприимного дома Таранова-Белозерова в Симферополе, а также почётным попечителем Симферопольского реального училища.
В 1893 году основал черноморский порт Скадовск, который за несколько десятилетий, благодаря усилиям Сергея Балтазаровича, разросся в маленький благоустроенный город с почтой, телеграфом, школами, церковью (снесена в 1938 году), таможней, гаванью, торговыми и правительственными учреждениями. Город строился во многом на личные средства Скадовского и много способствовал развитию морской торговли в крае.
В русско-японскую войну состоял главноуполномоченным при общедворянской организации Красного Креста.
В 1906 году был избран членом Государственного Совета от дворянства. После образования в Совете группы центра примкнул к последней. В 1912 году выбыл из Совета по жребию.
Умер в 1918 году в Скадовске.

## Семья
В 1888 году в Москве женился на Марии Александровне фон Шлиппе (1868, Москва — 1917, Херсон), племяннице В. К. Шлиппе. Их дети:
- Александр (1889, Скадовск — 1982, Бухарест), выпускник Санкт-Петербургского Политехнического института. С 1920 года в эмиграции в Румынии; в 1948 году получил румынское гражданство.
- Лев (1891—1919), был женат на Ольге Александровне фон Фальц-Фейн (1891—1972). Участник Первой мировой войны. Умер от тифа.
- Сергей (1892—1965), с началом Первой мировой войны поступил в Сергиевское артиллерийское училище в Одессе, служил в 5-м артиллерийском дивизионе. К 1917 году — командир 3-й батареи в чине штабс-капитана. В 1918 году женился на Софии Александровне фон Фальц-Фейн. В эмиграции в Германии.
- Георгий (Юрий) (1895—1920), единственный из сыновей, кто не был на военной службе. Жил в Скадовске. Был женат на Галине Куст Зубенко (1891—1920).
- Нина (1896—?), судьба после 1916 года неизвестна.
- Мария (1900—1920), замужем за Борисом Александровичем фон Фальц-Фейном.
- Елизавета (1904—1920)
- Ольга (1906—1920)

В конце 1919 года, когда к Скадовску подходила Красная армия, остававшиеся Скадовские и Фальц-Фейны решили покинуть город по морю на яхте «София II», принадлежавшей мужу Марии Сергеевны Борису фон Фальц-Фейну. В январе 1920 года яхта отошла от берега Скадовска. На борту было двенадцать человек: дочь Скадовского Мария с мужем Борисом, младшие дочери Ольга и Елизавета, младший сын Георгий с женой и дочкой, а также члены экипажа. Из-за шторма яхту выбросило на румынский берег, после чего местные пограничники убили всех пассажиров и разграбили яхту.

## Имения
Скадовскому принадлежали имения Балтазаровка, Михайловка, Скадовка, Николаевка, Антоновка и остров Джарылгач.

## Награды
- Орден Святого Станислава 2-й степени  (1899)
- Орден Святого Владимира 3-й степени (1906)
- Орден Святого Станислава 1-й степени (1910)
- Орден Святой Анны 1-й степени (1917)
- медаль «В память царствования императора Александра III»
- медаль «В память коронации Императора Николая II»
- медаль «В память 300-летия царствования дома Романовых» (1913)

Иностранные:
- турецкий орден Османие 2-й степени.

## Память
- К столетию Скадовска в городе был поставлен памятник Сергею Балтазаровичу.
- В 2000 году имя Скадовского было присвоено украинскому торговому судну «Сергій Скадовський».